# Medal Kampanii w Iraku
Medal Kampanii w Iraku (ang. Iraq Campaign Medal) – odznaczenie Sił Zbrojnych Stanów Zjednoczonych ustanowione 29 listopada 2004 roku rozporządzeniem wykonawczym prezydenta George’a W. Busha dla uhonorowania żołnierzy amerykańskich, którzy służyli podczas II wojny w Zatoce Perskiej pomiędzy 19 marca 2003 a 31 grudnia 2011 roku.

## Kryteria
Aby otrzymać Medal Kampanii w Iraku, członek personelu wojskowego musiał służyć w graniach Iraku, w jego przestrzeni powietrznej lub na jego wodach przybrzeżnych przez 30 kolejnych dni lub 60 nienastępujących po sobie dni pomiędzy 19 marca 2003 a 31 grudnia 2011 roku.
Żołnierze, którzy zostali ranni w Iraku w walce lub w wyniku ataku terrorystycznego otrzymują Medal Kampanii w Iraku niezależnie od liczby dni spędzonych w tym kraju. Medal może również zostać przyznany pośmiertnie każdemu żołnierzowi, który zginął podczas pełnienia obowiązków w Iraku, w tym w wyniku zdarzeń niezwiązanych z walką, takich jak wypadki.
23 kwietnia 2012 roku Departament Obrony Stanów Zjednoczonych wydał zarządzenie o zakończeniu przyznawania Medalu Kampanii w Iraku. Okres, za który było przyznawane odznaczenie, zakończono z dniem 31 grudnia 2011 roku, czyli datą zakończenia operacji New Dawn. Personel wojskowy USA służący w granicach Iraku po tym dniu nie jest uprawniony do otrzymania tego odznaczenia.

## Opis
Medal Kampanii w Iraku zaprojektował Wojskowy Instytut Heraldyki. Awers medalu przedstawia zarys granic Iraku z zaznaczonymi liniami rzek Tygrys i Eufrat, pod którym znajduje się wieniec laurowy. Nad rysunkiem widnieje napis IRAQ CAMPAIGN. Na rewersie znajduje się Statua Wolności, spod której rozchodzą się promienie słońca, a po jej obu stronach dwa sejmitary skierowane w dół, krzyżujące się ostrzami pod figurą. Na dole widnieje napis FOR SERVICE IN IRAQ.
Wstążka medalu ma szerokość 1 3/8 cala i składa się z piętnastu jedenastu pasów. Kolor jasnobrązowy środkowego pasu symbolizuje piasek pustyni, a kolory: czarny, biały, czerwony, i zielony po bokach symbolizują barwy flagi Iraku.